# Death is the Only Answer
Death is the Only Answer (traduit littéralement La mort est la seule réponse) est un épisode spécial de la série Doctor Who. Il s'agit d'une histoire qui a été écrite par des enfants dans le cadre d'un concours éducatif organisé par la BBC. Il a été diffusé sur BBC Three après la diffusion de l'épisode Le Mariage de River Song, pendant l'ultime épisode de Doctor Who Confidential.

## Résumé
Lorsque le Docteur retrouve son fez, il trébuche dans le TARDIS, actionne malencontreusement un levier de la console et fait disparaître le fez et apparaître Albert Einstein à bord du TARDIS, avec le fez sur la tête. Einstein est en train de travailler à sa propre machine à voyager dans le temps, et pense en avoir trouvé une partie vitale — un liquide mystérieux qu'Einstein pense être un liquide de fusion bionique. Mais Einstein se trompe. Alors qu'il s'éloigne de la console, le liquide lui éclabousse le visage en dépit des avertissements du Docteur, transformant Einstein en Ood. Pendant plusieurs secondes l'"Albert-Ood" dit à plusieurs reprises au Docteur "La mort est la seule réponse", le laissant perplexe. Le Docteur parvient à rétablir Albert dans son aspect originel, et guérit le malaise qu'il ressent grâce à son tournevis sonique. Le Docteur dépose Einstein en 1945, et repart pour une autre aventure avec un peu de liquide visqueux sur le sol.

## Distribution
- Matt Smith : Le Onzième Docteur
- Nickolas Grace : Albert Einstein
- Paul Kasey : Ood